# Каньюкир
Каньюкир (? — 26 апреля 1836) — вождь (касик) племени бороано, родом из Чили, который играл важную роль в 1820-х и 1830-х годах в Аргентине в составе конфедерации Бороано, которая занимала территорию между провинцией Буэнос-Айрес и центральными пампасами.

## Биография
Каньюкир участвововал в Чилийской войне за независимость на стороне роялистов по приказу вождя Куррикео, а затем переселился из Чили в Аргентину. Считается, что он прибыл где-то после 1820 года, поскольку он не принимал участия в большом набеге на город Сальто в конце 1820 года, в котором участвовали почти все бороано. В марте 1825 года Каньюкир был одним из вождей, запросивших мира у правительства провинции Буэнос-Айреса.
2 ноября 1826 года полковник Федерико Раух напал на лагерь Каньюкира. Для этого нападения не было никаких причин, поскольку он не участвовал ни в каком рейде, но для значительной части общественного мнения в Буэнос-Айресе быть индейцем было преступлением. Двести индейцев погибли, весь их скот был украден, многие семьи были похищены, включая семью Каньюкира. Сам же вождь нашел убежище у братьев Пинчейра и был вынужден участвовать в их набегах на провинцию Мендоса.
Каким-то образом жена Каньюкира оказалась в руках командующего в Буэнос-Айресе Хуана Мануэля де Росаса, который использовал ее, чтобы держать бороано подальше от братьев Пинчейра. Наконец Росас вернул жену Каньюкиру вместе с подарками. Через нее Хуан Мануэль де Росас убедил его посетить большой парламент в Чилиуэ, лагуне близ Салинас-Грандес, где собрались пятьдесят семь касиков и четыре тысячи индейцев-копьеносцев. Там они обсудили укрепление мира с провинциями, находящимися под федеральным управлением, и согласовали ряд пунктов. Затем Хуан Мануэль де Росас снова пригласил вождей бороа, на этот раз в Эстансию Сан-Мартин или дель Пино, а затем в Чакарита, где был подписан мирный договор, по которому все они согласились дистанцироваться от братьев Пинчейра . Каньюкир собирался отказаться, потому что еще одним из подписавших был его личный враг на протяжении многих лет, Венансио Коньюепан.
Каньюкир обосновался в Гуамини, и в 1832 году по приказу Хуана Мануэля де Росаса он напал на вождя Ториано из племени уильиче, недавно прибывшего из Чили, и заставил его бежать . В 1833 году во время похода Хуана Мануэля де Росаса в пустыню он потребовал, чтобы вождь Каньюкир уничтожил тех из его индейцев-копейщиков, которые сражались в рядах Янкетруса или его союзника, бороа Мулато. Вскоре после этого он вызвал его в Баия-Бланка, где угрожал ему, но также дал ему три тысячи песо. Вернувшись в Гуамини, вождь Каньюкир принял участие в работе всеобщего парламента, на котором полковник Дельгадо пытался убедить его напасть на племя Ранкелес. Но касики Мелин и Мариано Рондо, два других видных лидера бороа, попросили разрешения лично поехать и объяснить Росасу, как отделить Мулато от Янкетруса. В конце концов все согласились, что небольшая дивизия бороа атакует людей Янкетруса. После этого состоялась новая беседа с Росасом, в которой он потребовал вернуть всех пленников, находящихся в их власти. Результат оказался весьма плачевным: пленников оказалось всего тридцать два.

## Резня в Масалье
Губернатор Хуан Мануэль де Росас настоял на том, чтобы бороано атаковали племя ранкелес. Касик Рондо, со своей стороны, был очень обижен, поскольку он приехал в Буэнос-Айрес, не встретившись с Росасом, и был плохо принят его адъютантом Мануэлем Корваланом. Узнав о смерти Мулато, они решили не нападать, предложив вместо этого попытаться убедить Янкетруса подписать мирный договор.
В этот момент вошли две тысячи индейцев племени уильиче, которые сражались с бороано в Чилийской войне за независимость. Сначала считалось, что они пришли поддержать бороа, но когда командир Баия-Бланки опросил их, он пришел к противоположному выводу; поэтому он разрешил им поселиться в Салинас-Грандес. Каньюкир, не доверяя никому, вел переговоры с лидерами провинций, включая Дельгадо. Он передал Росасу ряд крайне негативных сообщений с необоснованными обвинениями в адрес бороано.
Существуют две версии причин того, что произошло дальше: одна из них заключается в том, что Хуан Мануэль де Росас использовал вождя хилличе Кальфукуру, для нападения на бороа. В частности, Кальфукура действовал за счет Росаса. Другая версия заключается в том, что Кальфукура был призван бороа, чтобы помочь им атаковать племя ранкелес. Но Кальфукура, прибыв из Чили после нескольких недель марша, узнал, что бороа не собираются атаковать ранкелес. Он почувствовал себя использованным и отказался от своих владений в Чили, чтобы отомстить.
Конкретный факт состоял в том, что 8 сентября 1834 года Чеукета, Намункура и его отец Кальфукура вошли с тысячей воинов в палатки Мариано Рондо и Мелина в Масалье, рядом с Салинас-Грандес, и убили их. Затем они перебили всех индейцев с копьями, которые не подчинялись их приказам, разграбили весь лагерь и подожгли все, что не смогли унести. Планировалось убить и других вождей бороа, но им удалось бежать: Каниуллан укрылся в форте Крус-де-Герра (район Вейнтисинко-де-Майо), а касик Каньюкир спрятался в ручье Пескадо, притоке лагуны Монте.
Несколько месяцев спустя войска из Вейнтисинко-де-Майо и Баия-Бланка вторглись в регион Бороано, вынудив их присоединиться к дивизии, которая должна была атаковать племя ранкелес. Полагая, что они идут против Кальфукуры, многие из них присоединились к экспедиции, но когда они нашли нескольких брошенных пленников, то обнаружили, что это были их собственные родственники. Экспедиция не пошла дальше Венадо Туэрто, и Каньюкир вернулся в Гуамини. Как обычно, офицеры Росаса отправляли ему сообщения, полные лжи. Например, Янкетрус отправился в Чили за подкреплением, когда было ясно, что он уехал, чтобы передать командование в руки Пайнэ, а сам ушел в отставку навсегда.

## Смерть Каньюкира
Хуан Мануэль де Росас потребовал, чтобы Каньюкир сопровождал Эухенио дель Бусто в новой атаке на племя Ранкелес. В это время бороано под командованием Каньюкира победили Пичуна, сына Янкетруса. Было еще две кампании против ранкелес, в которых Каньюкир не принимал участия. Точно неизвестно, действительно ли это произошло, но его обвинили в сговоре с ранкелесами.
В январе 1836 года Росас напрямую обвинил вождя Каньюкира в сотрудничестве с вражескими индейцами и начал против него карательную экспедицию под командованием полковников Селарраяна и Франсиско Сосы, которые разбили его при Гуамини, в результате чего погибло четыреста человек. Вождю удалось бежать с последними тремястами людьми, но через неделю — 26 апреля 1836 года — его поймали в районе Ллангилью, где Соса и Селарраян убили шестьсот пятьдесят человек, среди которых был и Каньюкир, тело которого повесили, содрали кожу и обезглавили. Вернувшись в Гуамини, индейские вспомогательные войска восстали, встревоженные резней и понимая, что та же участь может постигнуть и их, по усмотрению Росаса. Поэтому они принялись убивать всех солдат, которых встречали на своем пути, включая отставших солдат экспедиции Сосы-Селарраяна.
В течение следующих трех лет продолжалась война взаимного истребления, спонсируемая Хуаном Мануэлем де Росасом, включая набеги, массовые убийства и неожиданную смерть полковников Сосы и Селарраяна. Город Тапальке был опустошен вождем Антри, сыном Каньюкира, который мстил за своего отца. Однако в апреле 1840 года, подвергаясь преследованиям на нескольких фронтах — со стороны Северной коалиции, «Либрес дель Сур», французской блокады — Хуан Мануэль де Росас изменил свою политику, принял мир, предложенный Пайнэ, и прекратил нападения на племена Ранкелес и Бороано.
Потомки Каньюкира и его братьев обосновались в Брагадо, где стали частью «дружелюбных индейцев» и местной индейской колонии.